# Хряков, Александр Фёдорович
Александр Фёдорович Хря́ков (1 [14] августа 1903, Санкт-Петербург — 23 апреля 1976, Москва) — советский архитектор. Заслуженный архитектор РСФСР (1969). Лауреат Ленинской (1959) и Сталинской премии первой степени (1949). Многие проекты создал совместно с супругой Зоей Брод (1907—1972).

## Биография
Родился 1 (14) августа 1903 года в Санкт-Петербурге. Учился на Архитектурном факультете ВХУТЕИНа (ЛВХТИ, бывшей Академии художеств) в 1922—1928 годах. Среди преподавателей: А. Е. Белогруд, Л. Н. Бенуа, Л. В. Руднев, С. С. Серафимов, И. А. Фомин, В. А. Щуко, В. Г. Гельфрейх. Дипломную работу — «Институт физкультуры на Крестовском острове» и научную работу — «Набережная реки Невы» защитил 1 декабря 1928 года.
Начал творческую деятельность в 1920-х годах. Проектировал промышленные сооружения. Участвовал в конкурсах на памятники В. И. Ленину и декабристам, лауреат премий. Спроектировал ряд сооружений в Ленинграде в сотрудничестве с товарищами по ЛВХТИ — Академии художеств А. П. Великановым и Л. М. Поляковым. В 1933 году переехал в Москву в числе проектировщиков Дворца Советов, возглавляемых В. А. Щуко и В. Г. Гельфрейхом. Работал в Управлении строительства Дворца Советов и одновременно в 3-й мастерской Моссовета.
В годы Великой Отечественной войны находился в эвакуации в Свердловске. Занимался проектированием промышленных зданий.
Разработанный  А. Ф. Хряковым вместе с женой З. О. Брод типовой проект кинотеатра был удостоен первой премии на Всесоюзном конкурсе 1955 года. Он был осуществлён строительством в Москве и других городах страны.
Совместно с Л. В. Рудневым, П. В. Абросимовым и С. Е. Чернышёвым спроектировал и построил главное здание МГУ. Совместно с Л. В. Рудневым, И. Е. Рожиным и А. П. Великановым спроектировал и построил Дворец культуры и науки в Варшаве. В составе авторского коллектива вместе с А. В. Власовым, И. Е. Рожиным и Н. Н. Улласом спроектировал и осуществил спортивный комплекс стадиона имени В. И. Ленина в Лужниках.
С 1954 года руководил мастерскими в системе Главного архитектурно-планировочного управления Москвы. В первой половине 1960-х руководил мастерской № 13 Моспроекта. В последние годы руководил мастерской № 4 Моспроекта-3, а затем - мастерской № 4 Моспроекта-1. Занимался застройкой Московской области, Киевского и Кунцевского районов Москвы.
Член Союза архитекторов СССР с 1934 года. Действительный член Академии архитектуры СССР.
А. Ф. Хряков также был известен как художник. Автор портретов, натюрмортов и пейзажей. Принимал участие в выставках рисунка и живописи, лауреат премий.
Умер 23 апреля 1976 года. Похоронен в Москве на Кунцевском кладбище.

## Награды и премии
- заслуженный архитектор РСФСР (1969)
- Ленинская премия (1959) — за архитектуру Центрального стадиона имени В. И. Ленина в Лужниках
- Сталинская премия первой степени (1949) — за архитектуру 26-этажного здания МГУ имени М. В. Ломоносова на Ленинских горах[7]
- орден Трудового Красного Знамени
- Орден Возрождения Польши[8]
- медали

## Ленинград
- Дом специалистов (1930; соавторы: Г. А. Симонов, П. В. Абросимов);
- Дом Общества бывших политкаторжан на пл. Революции, д. 1 (1931—1933, соавторы: П. В. Абросимов, Г. А. Симонов);
- Цементный завод (1931—1933; соавторы: Н. А. Троцкий, И. В. Ткаченко);
- Василеостровский дом культуры (1932; соавторы: В. И. Лесман, И. В. Ткаченко);
- Зоопарк в Шувалово-Озерках (1932; соавторы: И. В. Ткаченко, П. В. Абросимов, В. Б. Лесман, В. В. Степанов);
- Здание Московского областного комитета ВКП(б) (1931; в соавторстве с В. А. Щуко, В. Г. Гельфрейхом, Л. М. Поляковым);
- Ресторан и пароходная пристань в ЦПКиО им. С. М. Кирова в Ленинграде (1931; совместно с А. П. Великановым, Л. М. Поляковым);
- Здание Краснознаменной военной академии РККА имени М. В. Фрунзе в Москве (1932; в соавторстве с В. А. Щуко, В. Г. Гельфрейхом — руководители; Л. М. Поляковым; конкурс заказной);
- Зоопарк в Шувалово-Озерках (1932; совместно с В. А. Витманом, Л. М. Поляковым, В. В. Степановым, 1-я и 2-я премия на всесоюзном конкурсе);
- Академия лёгкой промышленности им. С. М. Кирова (Промакадемия) на Суворовском пр. (1932; совместно с А. П. Великановым, Л. М. Поляковым, при участии Р. А. Пуринг; построена в две очереди).
- Детский музыкальный театр Госнардома (1933; совместно с А. П. Великановым, Л. М. Поляковым; осуществлён);
- Красный театр в саду Госнардома (1933; совместно с А. П. Великановым, Л. М. Поляковым, конкурс);
- Американские горы — аттракцион в саду Госнардома (1932—1933, совместно с А. П. Великановым, Л. М. Поляковым, инж. П. В. Старцев; открыты в мае 1934 года, сгорели 16 октября 1941 года);
- Дворец Советов в Москве (1933, в соавторстве с В. А. Щуко, В. Г. Гельфрейхом — руководители; П. В. Абросимовым, А. П. Великановым, Л. М. Поляковым, И. Е. Рожиным, Г. В. Селюгиным, Е. Н. Селяковой-Шухаевой, Г. В. Щуко (Юрием) и др.).

## Москва

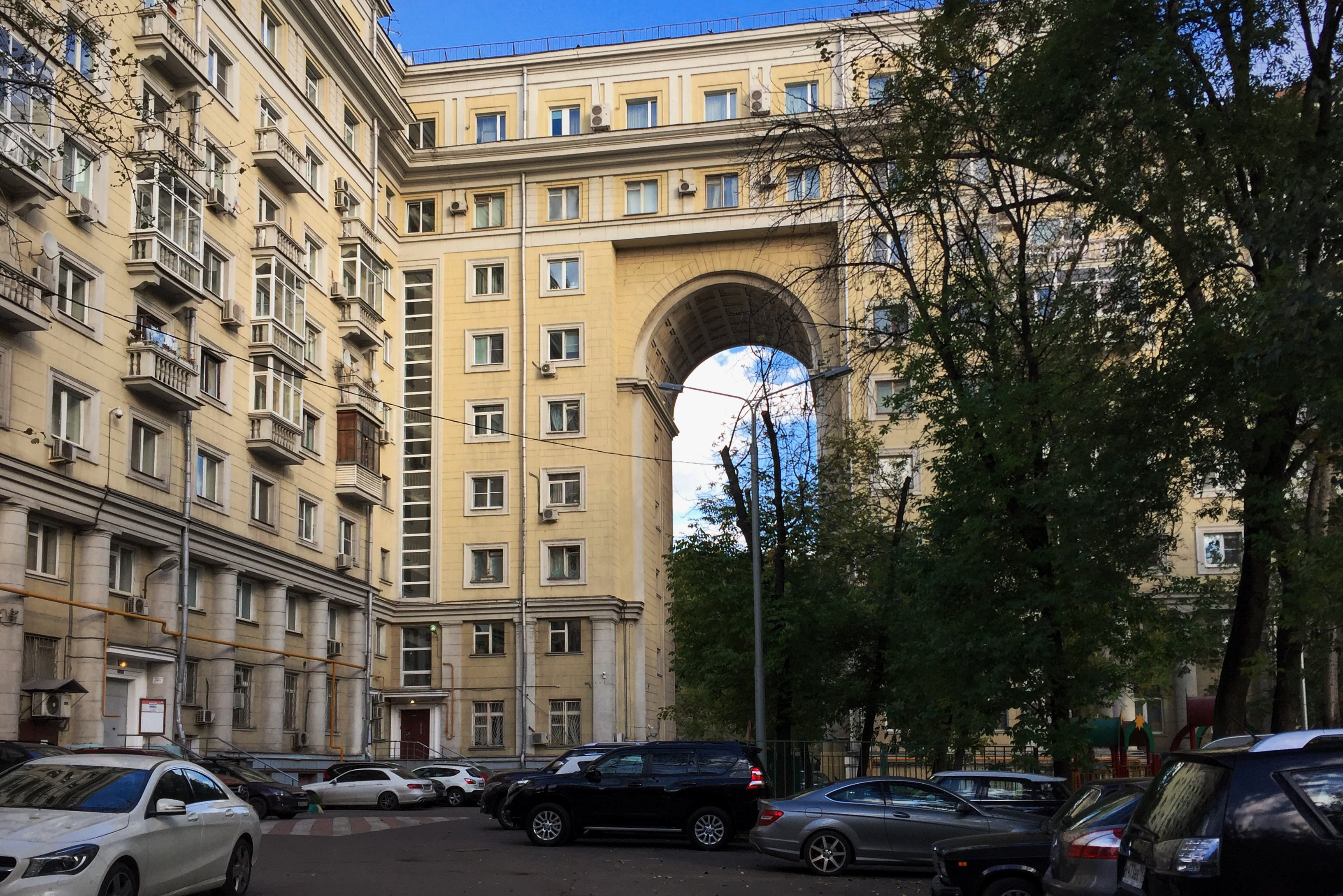
Земляной Вал, 48а

- Дом ветеранов Революции им. Клары Цеткин в Звенигороде Московской обл. (1934; соавтор: З. О. Брод);
- Жилой дом РЖСКТ на Земляном валу, д. 48. (1934; соавторы: И. Г. Безруков, З. О. Брод; первая очередь осуществлена в 1935 году);
- Киноклуб на Ленинградском проспекте (1934);
- Жилой квартал на Хамовнической набережной (1936; соавторы: З. О. Брод, И. Е. Рожин);
- Комбинат «Известия» (1940; соавторы: Б. М. Иофан, Д. М. Ципирович; конкурс; проект принят к строительству);
- МГУ имени М. В. Ломоносова на Ленинских горах (1949—1953; соавторы: Л. В. Руднев — руководитель; С. Е. Чернышев, П. В. Абросимов; инж. В. Н. Насонов;
- Библиотека имени В. И. Ленина: Большой читальный зал (1948—1950) и зал-аудитория на 800 человек (1938—1946);
- Жилой дом Министерства морского флота, Гипроавиапрома и Гражданского воздушного флота со встроенным кинотеатром, магазином и гаражами на Ленинградском шоссе, д. 71 (1949—1955 гг.; соавтор З. О. Брод)[9][10][3];
- Пантеон — Памятник вечной славы великих людей Советской страны на Ленинских горах (1954; соавтор З. О. Брод; конкурс);
- Центральный стадион имени В. И. Ленина в Лужниках — Дворец спорта, Большая спортивная арена, Малая спортивная арена (1953—1956; соавторы: А. В. Власов, И. Е. Рожин, Н. Н. Уллас, инж. В. Н. Насонов

## Проекты для других городов
- Кирпичный завод в Туле (1931—1933; соавторы: Н. А. Троцкий, И. В. Ткаченко);
- Мост-виадук через р. Мацеста в Сочи (1935; соавторы: В. А. Щуко, В. Г. Гельфрейх, З. О. Брод, А. П. Великанов; построен в 1938 году);
- Типовой трёхзальный кинотеатр на 750 мест (1938; соавторы: З. О. Брод, А. П. Великанов);
- Типовой клуб (1947; соавтор: З. О. Брод);
- Планировка центра Сталинграда (соавтор: З. О. Брод, до 1946 года);
- Дом культуры «Строитель» в Черниковске (соавтор З. О. Брод, 1953 г.);
- Дворец культуры и науки в Варшаве (1952—1955; соавторы: Руднев Л. В. — руководитель; А. П. Великанов, И. Е. Рожин, инж. В. Н. Насонов);
- Комплекс жилых домов с курдонёром (№№ 25–37) по нечётной стороне проспекта им. Свердлова (ныне — проспект Ленина) в Дзержинске (1951; соавторы: А. Ф. Кусакин, Д. Н. Симонов)[11][12].

## Галерея

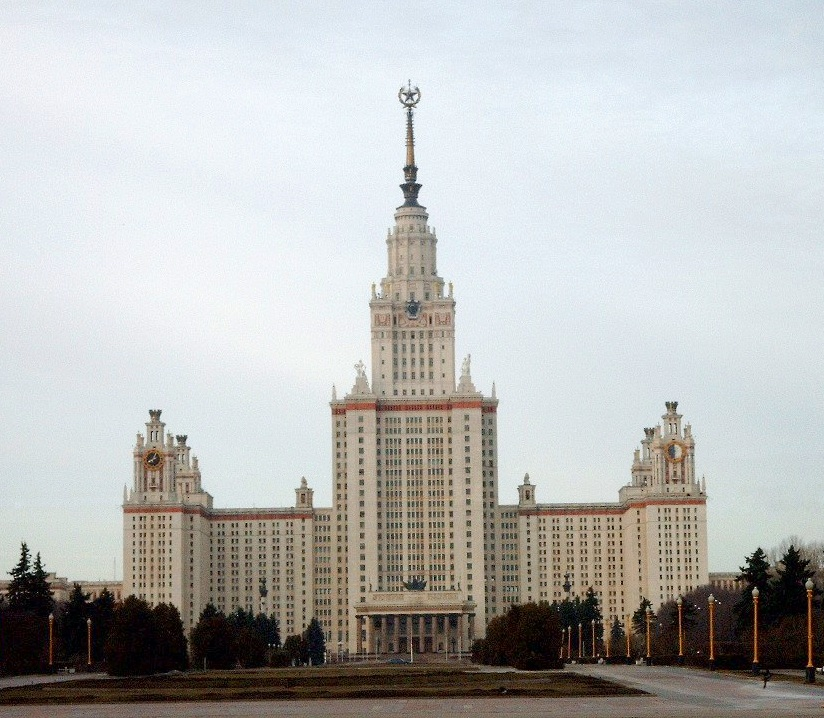
МГУ, Главное здание
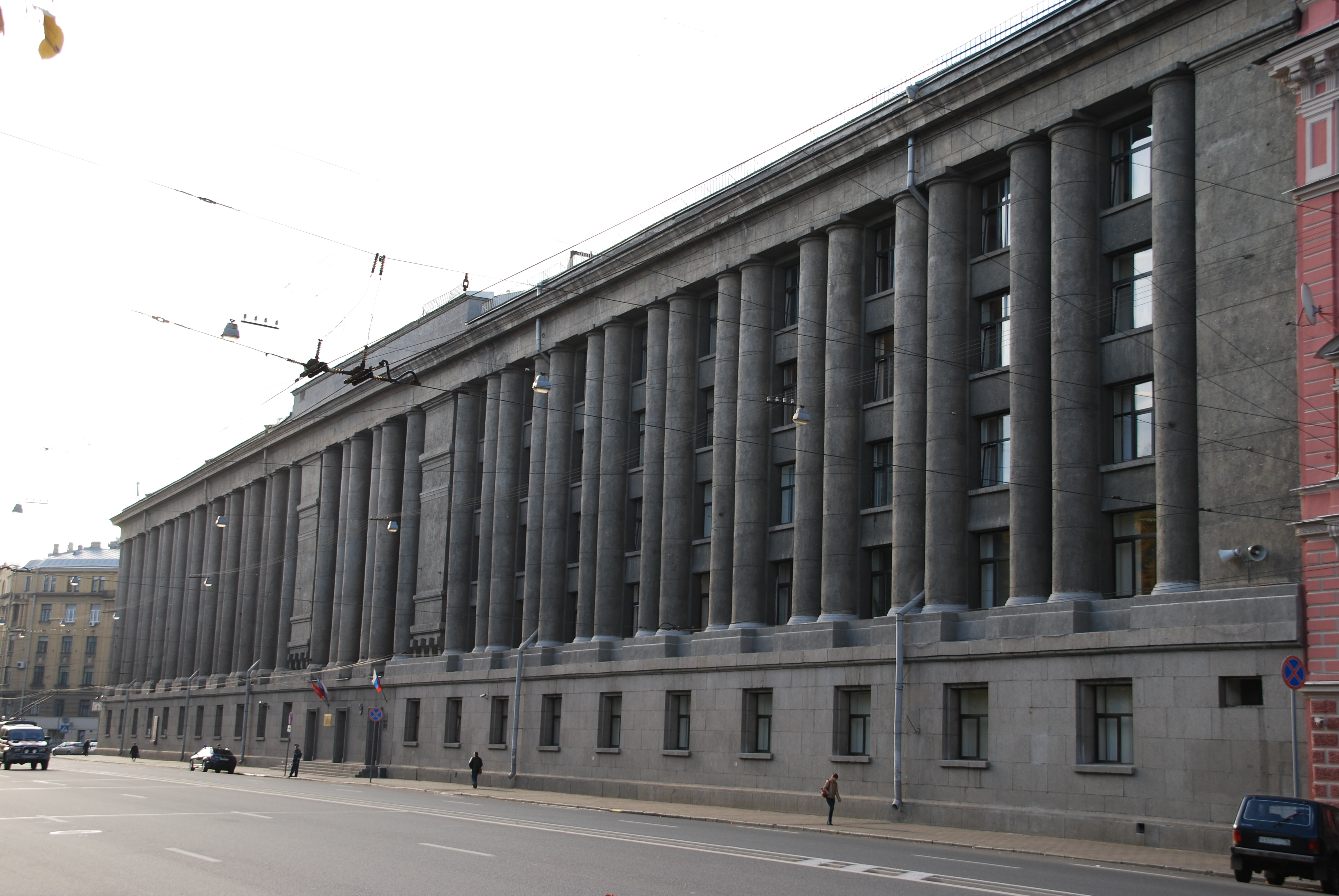
Санкт-Петербург. Академия лёгкой промышленности
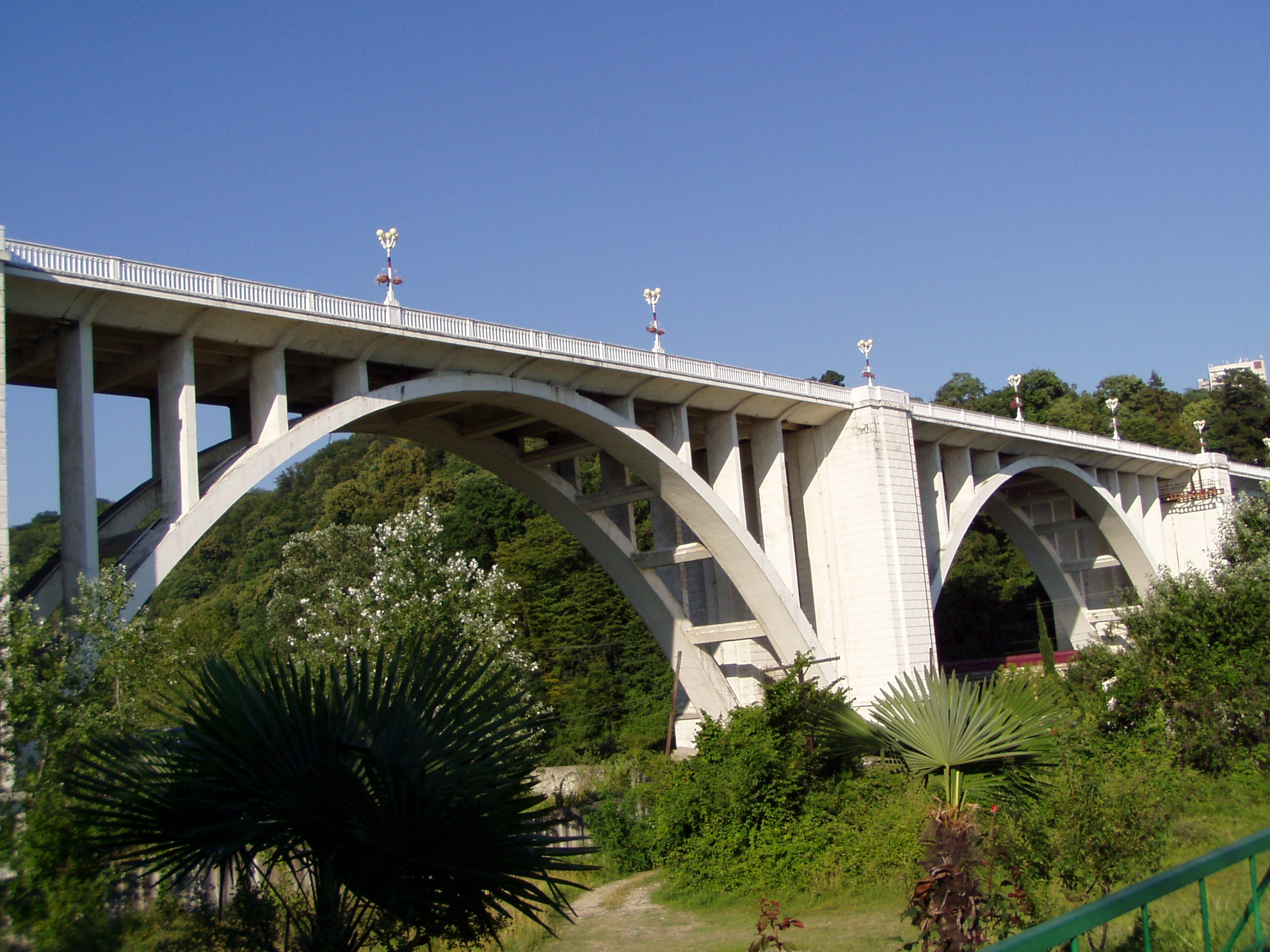
Виадук в Мацесте
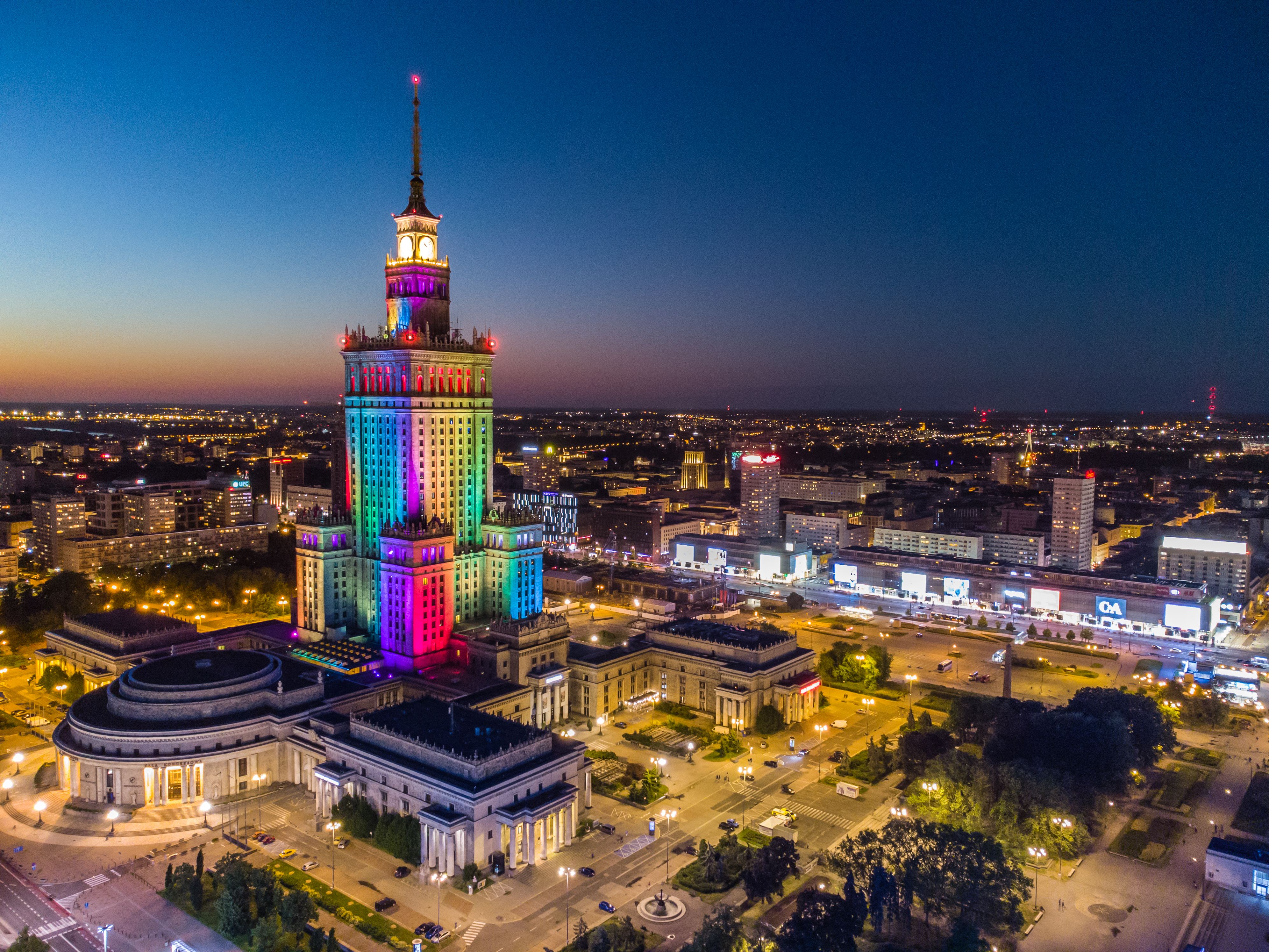
Дворец культуры и науки. Варшава